# 恋 (星野源の曲)
『恋』（こい）は、日本のシンガーソングライター星野源の楽曲。2016年10月5日にSPEEDSTAR RECORDSより9枚目のシングルとして発売された。楽曲は自身が出演したTBS系テレビドラマ『逃げるは恥だが役に立つ』の主題歌としても使用された。
この楽曲は音楽評論家から肯定的評価を受け、特に評論家は現代社会における新しい価値観として“恋”の多様性を歌っている点を評価している。「恋」は商業的にも成功を収めており、Billboard Japan Hot 100総合シングルチャートでは7週連続、通算11週にわたり週間1位を獲得。また2016年のJapan Hot 100年間チャートでは第3位、2017年Japan Hot 100年間チャートは第1位を記録した。日本レコード協会によるゴールドディスク認定では、CD25万枚以上を出荷しプラチナ、デジタル・ダウンロードでは100万ユニット以上を売り上げミリオンにそれぞれ認定されている。
付随する楽曲のミュージック・ビデオは関和亮が監督を務めた。ビデオは巨大な回転盤の上での曲の演奏シーンと、MIKIKOが振付した通称「恋ダンス」と呼ばれるダンスシーンが織り交ぜて繰り広げられる内容となっている。このミュージック・ビデオはYouTubeで2億回以上再生され、また2017年のSPACE SHOWER MUSIC AWARDSでは年間最優秀ミュージック・ビデオ賞「VIDEO OF THE YEAR」を受賞している。
ビデオの作中で星野とELEVENPLAYが踊った「恋ダンス」は、ドラマ『逃げるは恥だが役に立つ』の出演者によってドラマのエンディング映像内でカバーされ、このカバーのYouTube上での動画総再生回数は7,500万回以上に及んだ。さらにSNSユーザーや有名人・団体も恋ダンスのカバー動画を投稿。全投稿動画の総再生回数は8,000万回以上に達する反響を呼び、日本国内において社会現象となった。また楽曲は『第67回NHK紅白歌合戦』でライブ・パフォーマンスされ、第89回選抜高等学校野球大会の入場行進曲（編曲・酒井格）にも選出されている。

## 背景とリリース
星野は前シングル「SUN」（2015年）が大きくヒットしたことで、次作の制作にあたり「次ヒットしなかったら一発屋」というプレッシャーを抱えていた。元々「SUN」はヒットを狙って制作された楽曲ではなく、自身の趣味や面白いと思う音楽、やりたいと思うことだけをやろうと決めて制作された曲であったが、本作を制作する中で、プレッシャーを意識するたびに自身が作りたい音楽ではなくなっていき葛藤していたという。また本作の制作にあたり、星野は「とにかく自分がワクワクする曲、自分が突き動かされる曲―ダンスミュージックをつくりたい」という気持ちがあり、テーマとして念頭に置いていた。一方、本作ではスタジオ・アルバム『YELLOW DANCER』を踏まえての曲作りも意識されており、アルバム収録曲「Week End」のような楽曲になってしまうとアルバムと直結し引っ張られるイメージとなるため、「アルバムと横並びのイメージの楽曲となること」も意識し制作が行われた。楽曲制作を進める中で、制作初期段階での「恋」は自身が納得できるような出来に至っていなかったが、曲作りに悩む中でふとトイレに入った際、「（テンポを）速くしてみたらどうだろう」とひらめき、現在の形に至ったという。楽曲タイトルである「恋」の由来について、星野はリアルサウンドとのインタビューの中で、日本語の「恋」という言葉は英語にするのが難しく、英語のloveでは「愛」になってしまうため、日本独特の言葉として「いちばん気持ちよくておもしろかった」との理由により曲名となった旨を明かしている。
シングルとしては「SUN」より約1年4か月ぶりのリリースとなった「恋」は、2016年9月13日 午前1時（JST、12日深夜）に放送されたラジオ番組『星野源のオールナイトニッポン』にて初解禁された。マキシシングルとしては同年10月5日にリリースされ、初回限定盤には特典DVD『恋ビデオ。』が付属。アートディレクションとデザインは吉田ユニが手がけている。CDシングル『恋』の表題曲「恋」は星野が出演するTBS系テレビドラマ『逃げるは恥だが役に立つ』の主題歌として使用された。また、カップリングとして収められている「Drinking Dance」は自身も出演するハウス食品「ウコンの力」のコマーシャルソングとしても使用され、同カップリング曲の「Continues」もスカパー!・リオパラリンピック放送テーマソングとして使用されている。同年10月11日からは「恋」のデジタル・ダウンロード配信が開始され、CDレンタルも同年10月22日より開始された。

## 音楽性と歌詞
「恋」は、ソウルミュージックやダンス・ミュージック、ファンク、歌謡曲の要素を持つ、オリエンタルでアップリフティングなダンス・ポップソングである。ヤマハミュージックメディアと『毎日新聞』によると「恋」は4分の4拍子のビートであり、BPMは158とされている。ロッキング・オン・ジャパンの小池宏和は、曲中で使用された楽器についてストリングスやマリンバを挙げている。また、イントロには二胡が使われている。リアルサウンドの黒田隆憲によると、「恋」のキーはAとされ、曲のコード進行はイントロの前段がDMaj7 / G7(9)―F#m7 / A7(9) ―Dmaj7 / G7(9)―F#m7 / A7(9)。後段がDMaj7 / G7(9)―F#m7 / A7(9)―Bm7 ・C#m7 / DMaj7―Bm7onE。サビはA / C#m7―F#m7 / C#m7―DMaj7 / C#m7―Bm7・C#m7 / E7sus4―A / C#m7―F#m7 / A7―Bm7―Bm7onEとなっている。黒田は「恋」のコード進行の中でも、Bm7→C#m7 →DMaj7の箇所はジャクソン5「ABC」やシュープリームス「ヒート・ウェイヴ」の持つソウルっぽさが見て取れると指摘している。さらに『“ミソミソラ〜ソミド、レ、ミ”という、強烈な中毒性を放つ「ヨナ抜き音階」のメロディが、この曲の肝である。』と述べており、加えて『Aメロ、Bメロ、そしてサビと、メロの音数も変化し、それによって楽曲のスピード感をコントロールしているのも注目すべきポイントだ。』と語っている。
「恋」の歌詞は、特定の条件・対象に限定されない、同性や異性、LGBTまた二次元に対する恋といった多様化した「恋愛のスタイル」について歌われた、星野曰く「すべての恋に当てはまるラブソング」である。楽曲の「君の元へ帰るんだ」の段までの歌詞は、曲の制作中にふと訪れた古い団地の風景に心を奪われたことに着想を得ている。星野はこの時の状況について『王様のブランチ』でのインタビューにおいて次のように語っている。「ご飯の匂いがしたんですよ。どこかの家から香るメシの匂いがすごく好きで、でも何を作ってるのかわからない」さらに当時自身が多忙であったこともあり「心がグーッとなってたんですけど、開放されたようなホッとした気持ちがして」とも語り、その際の心境、その景色から感じたことが歌詞にされているのだという。加えて、星野は歌詞で歌われている“恋”の対象について音楽ジャーナリスト 高橋芳朗とのインタビューの中で以下のように語っている。
| 「                                                       | 〈前略〉恋愛のスタイルというものがどんどん多様化していますよね。異性でも同性でもその他にももっといろんなスタイルがあって。今まで当たり前だと思われていたものが古くなって、塗り変わっていく時代だと思うんです。あと、僕は物語や虚構の世界を愛している人たちが大好きだから、本来実在しないものに対して恋をしたり、それによってそのひとの人生が充実していたとしたら、それが一般的に呼ばれる恋や愛と一体なにが違うんだって思っていて。それも含めてフィットする歌をつくれないかって考えたときに、「夫婦を超えてゆけ」って言葉が思いついたんです | 」 |
| —星野源（音楽ジャーナリスト 高橋芳朗のインタビューより） | |    |

また星野は「夫婦を超えてゆけ」というフレーズを思いついた際に「あ、もう大丈夫だ」みたいな気持ちにもなれたという。上記の発言を踏まえ、インタビュアーの高橋は「LGBT、性的マイノリティへの理解を求める動きが広がってきた最近の社会情勢を踏まえた（略）いまの時代に求められているラブソングとはどういうものなのか、そこに非常に意識的につくられている曲」であると指摘している。あわせて、歌詞中の「夫婦を超えてゆけ」という言葉についても、「いままで聞いたことのないような新鮮な言葉の組み合わせでナチュラルに曲に溶け込ませている」と指摘している。音楽ジャーナリストの柴那典も歌詞「夫婦を超えてゆけ」について、「やっぱりこの曲のキャッチーさを象徴しているのは〈夫婦を超えていけ〉というパンチラインだと思うのだ。（略）いろんな恋の関係を肯定しているように受け取れる。使っている言葉自体はとても平易なのに、すごく奥の深い一節だ。」と指摘している。
2023年2月に前川みく（高森奈津美）によるカバーが行われた際、星野はニッポン放送『星野源のオールナイトニッポン』にて再度「恋」の歌詞について言及している。「恋」というタイトルでありながら「生活の歌」であると語り、最後の「1人を超えてゆけ」というフレーズについて「それで『これはラブソングなんだけど、男女2人のラブソングじゃないんだ』っていうことがわかる曲なんです」と説明している。

## 評論家による批評
リアルサウンドの森朋之は曲の音楽性と歌詞について肯定的評価を与え、「特筆すべきはその音楽的精度の高さだろう。ソウルミュージック、ファンクの日本人的解釈というコンセプトが完全に血肉化されたリズム・アンサンブル、ストリングスや二胡が絡み合うオリエンタルなサウンドメイク、キャッチーな大衆性を帯びたメロディライン、人は孤独であるという大前提を踏まえながら“夫婦を超えてゆけ”“一人を超えてゆけ”という新たな結婚観・恋愛観を打ち出した歌詞。音楽マニアから一般的なJ−POPユーザーまで幅広いリスナーにアピールし、年齢と性別を超えたラブソングとして成立させる。星野源はこのシングルで、そんなハードルを見事にクリアしてみせた」と評した。ロッキング・オン・ジャパンのウェブサイトRO69の兵庫慎司はカップリング曲も含めて評し、「何よりもすばらしいのは、4曲とも、これまでで最も、今のリアルな生活に根ざした上でポジティブな歌になっていながら、そうなればなるほど切なさも怒濤のようにアップしている点」とコメントした。RO69の小池宏和は、スタジオ・アルバム『YELLOW DANCER』や星野のコンサート・ツアー「YELLOW VOYAGE」を踏まえた「恋」の評価として「〈略〉たとえば最も新しく価値のあるラブソングを、あるいは、最も新しく価値のある愛の概念を捕まえようとしている」とコメントしている。音楽評論家の石黒隆之はウェブサイト『女子SPA!』において、まず演奏者達が実力者揃いだと指摘。星野による歌詞やメロディはおっとりとした歌謡曲テイストだが、そこに洋楽から多くを学んだ名手たちの技が加わり、ハイブリッドなポップスになっており、「牧歌的なのにシャープ」だと批評している。さらに歌が終わった後に入るギターのフレーズは、物凄く細々と素早い動きを繰り返すだけで、その音並び自体にメッセージ性はないが、口ずさみたくなる音色がわけもなく楽しいとコメントしている。石黒は音楽好きからすればハイレベルな演奏が楽しめ、それ以外の人にはトリッキーな振り付けがきっかけとなる「恋」の構図はBABYMETALのそれと似ているとも指摘している。Billboard JAPANは、宇多田ヒカルの「花束を君に」と「恋」を比較し、「曲調も背景もまったく異なるが、この2曲はいずれも人々が人生の一場面で直面する事柄を題材にしている。シリアスで重いから取っ付き難い、のではない。シリアスで重いけれども、ポップなのだ」とコメントした。さらに星野、宇多田二者共にR&B／ヒップ・ホップ、ジャズ、ソウル、ワールド・ミュージックなどの音楽のバックグラウンドを持ちながらも「現在の洋楽に追いつけ追い越せ、という尺度では制作されていない」と述べている。さらに「時代時代で洋楽の影響を受けながら独自の発展を遂げてきた“歌謡曲”の感触に、とても近いものを感じる。洋楽的なエッセンスはトロトロになるまで煮詰められ、語感の抑揚や湿度が我々日本人の耳に親しみやすい形で練りこまれた、心地よく耳に滑り込む歌の快感がある。」と評している。

## チャート成績
Billboard Japan Hot 100総合シングルチャートでは、2016年9月26日付のチャートに13位で初登場した。翌週付、10月10日付では共に9位を記録。CDシングルセールスポイントが加わった10月17日付では総合2位までジャンプアップし、首位のHi-STANDARD「Another Starting Line」に次いだ。ビルボード・ジャパンにCDセールスデータを提供しているサウンドスキャンジャパンの集計によると、シングルCD『恋』は発売1週目で82,394枚を売り上げている。さらに10月24日付のチャートでは、Japan Hot 100を構成する7部門のうち、CDセールス8位、ダウンロード1位、ラジオ3位、ルックアップ4位、Twitterつぶやき数1位、ストリーミング1位、動画再生回数4位となり、同週CDシングルリリースポイントが加算された関ジャニ∞「パノラマ」を2位に抑え、Japan Hot 100で総合1位を獲得している。この週のYouTube、GYAO!を合算した日本国内の週間動画再生回数は約188万回（実数1,880,226回）となり、ビルボードジャパンは前週に比べ2倍近い伸びであると指摘している。翌週、10月31日付のチャートでも「恋」は1位を維持し、2週連続でBillboard Japan Hot 100チャート首位を獲得している。ビルボードジャパンは、この週の動画再生回数が前週と比較してさらに約2倍に増加し、約372万回（実数3,722,601回）をマークしたと報じている。11月7日付のチャートでは、Hey!Say!JUMP「Fantastic Time」に続き総合2位となった。この週、「恋」はダウンロード1位、ストリーミング1位、動画再生回数2位（約558万再生：実数5,589,152回）、Twitter6位となり、ビルボードジャパンは特にインターネット、デジタル領域上での強さが目立ち、好調を維持しているとした。11月14日付チャートでは、ピコ太郎「PPAP ペンパイナッポーアッポーペン」に続いて総合2位を記録し、順位を維持した。週間動画再生回数は前週比約210万回増の約768万回（7,681,937回）となった。この後も総合3位→2位と高順位を維持。さらに12月5日付チャートでは、「恋」はJapan Hot 100を構成するダウンロード、ストリーミング、ルックアップ、Twitterの4部門でそれぞれ1位を達成し、5週間ぶりに総合1位に返り咲いている。また、この週Japan Hot 100を構成する「動画再生数」部門でも2位を記録。週間動画再生回数は前週比約210万回増の約1,126万回（実数11,267,555回）となり動画再生回数週間1位のピコ太郎「PPAP」（約1,241万回）に肉薄となった。Japan Hot 100の2016年の年間チャートにおいて「恋」は、AKB48「翼はいらない」、RADWIMPS「前前前世」に続き、年間総合第3位を記録している。

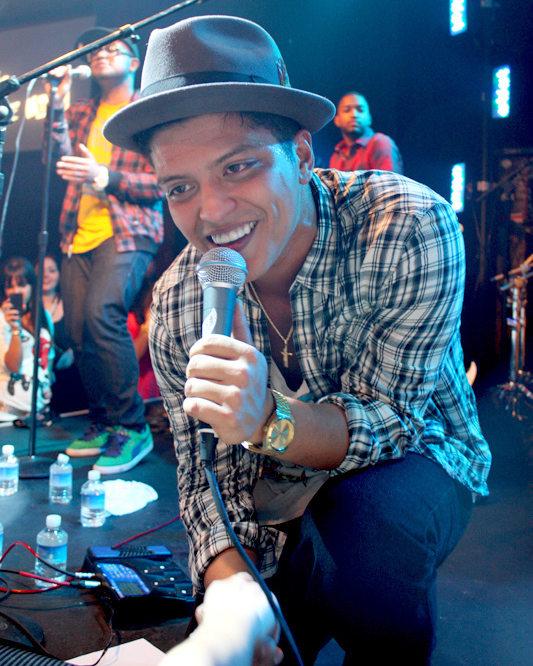
ブルーノ・マーズ（写真）も、『ZIP!』の番組内で星野源と行った対談の中で「恋」の長期に渡るBillboard Japan Hot 100の1位保持を祝福した。

2017年度のJapan Hot 100集計第1週目となる2016年12月12日付のチャートでは、欅坂46「二人セゾン」に続き総合2位を獲得している。この週、Japan Hot 100を構成するダウンロード、ストリーミング、Twitter、動画再生（約1,047万再生：実数10,477,032回）の合計4部門で「恋」は1位を記録。その他ラジオ4位、CDセールス16位、ルックアップ2位となった。12月19日付のチャートでは2週間ぶりに1位に返り咲き、通算4度目となるJapan Hot 100チャート総合首位を獲得。この週、Japan Hot 100を構成する各部門での順位は、ラジオ、ダウンロード、ストリーミング、動画再生（約1,142万回：実数11,422,650回）、Twitter（135,941ツイート）の5部門で1位、シングル・セールス13位、ルックアップ2位となった。12月26日付でも「恋」は週間総合首位を記録し、Japan Hot 100チャート通算5週目の1位達成となった。この週のJapan Hot 100構成チャートにおける各順位はラジオ、ダウンロード、ストリーミング、Twitter（103,129ツイート）、動画再生（約1,192万再生）で1位、CDシングル・セールス8位、ルックアップ2位となった。この週星野は「恋」に加えて、「SUN」16位、「くせのうた」51位、「時よ」98位と合計4曲をJapan Hot 100チャートに送り込んでいる。2017年1月2日付でも「恋」は総合首位を獲得し、通算6週目の週間1位を達成。この週のJapan Hot 100構成チャートにおける各順位はダウンロード、ストリーミング、ルックアップ、Twitter（151,757ツイート）、動画再生（約1,701万回:実数17,018,090回）で1位、CDシングル・セールス9位、ラジオ2位となった。「恋」はその後も、1月9日付、1月16日付、1月23日付、1月30日付、一週あけて2月13日付でJapan Hot 100チャート週間総合首位を獲得。これにより、「恋」は2016年から2017年にかけ、7週連続、通算11週間にわたり1位を記録した楽曲となった。
また、オリコンの集計ではCDシングル『恋』は、2016年10月17日付のオリコン週間CDシングルランキングにて発売初週に10.2万枚を売り上げ、最高位2位を記録した。オリコンは、星野にとって前作『SUN』とタイ記録の順位となる一方、オリコン集計の売上枚数としては『SUN』の累積売上8.9万枚を発売初週にして上回る数字で自己最高記録であると報じている。2016年度オリコン年間CDシングルランキングでは『恋』は32位となった。「恋」は日本レコード協会のゴールドディスク認定にて、CD盤でプラチナ、デジタル・ダウンロードでミリオンに認定されている。

## ミュージック・ビデオ
「恋」のミュージック・ビデオは、星野の過去作品「SUN」、「時よ」でもビデオ監督を務めた関和亮が監督しており、星野源の公式YouTubeチャンネル上にて2016年9月20日に公開された。ビデオは、巨大な回転盤の上で星野を中心に楽曲の演奏シーンとダンスシーンが描かれるという内容で、ダンスシーンではダンスカンパニーELEVENPLAYのメンバーがパフォーマンス。演奏シーンでは「恋」のレコーディングメンバーでもある河村"カースケ"智康やハマ・オカモト（OKAMOTO'S）、長岡亮介（ペトロールズ、元東京事変）が登場している。通称「恋ダンス」と呼ばれる本楽曲の振り付けは、PerfumeやBABYMETALのダンス振り付けやリオデジャネイロオリンピックの閉会式におけるフラッグ・ハンドオーバー・セレモニーでのダンス・パフォーマンスの演出などで知られる日本の振付師MIKIKOが担当している。
ミュージック・ビデオの再生回数は、公開から約1か月となる2016年10月25日時点で1,000万回再生を突破、公開2か月に満たない11月8日時点で2,000万回、11月20日時点で3,000万回、12月15日時点で5,000万回、12月27日時点で7,500万回、2017年2月10日時点で1億回を突破した。オリコンによると、「恋」が1億再生を突破した時点で日本のミュージック・ビデオで1億再生を突破していた楽曲は、アニメ『妖怪ウォッチ』のエンディングテーマ「ようかい体操第一」、AKB48「ヘビーローテーション」、きゃりーぱみゅぱみゅ「PON PON PON」、ピコ太郎「PPAP」、SEKAI NO OWARI「RPG」などの数曲に留まっているという。オリコンは2016年9月のビデオ公開から約4か月という期間での1億再生達成について、"驚異的なスピードでの大台突破"と評している。このミュージック・ビデオは、2017年のSPACE SHOWER MUSIC AWARDSで年間最優秀ミュージック・ビデオ賞「VIDEO OF THE YEAR」を受賞している。

## 恋ダンス

### テレビドラマ内でのカバー
「恋」のミュージック・ビデオにおけるダンスの振付である通称「恋ダンス」はTBS系テレビドラマ『逃げるは恥だが役に立つ』のエンディング映像のなかで、ドラマ出演者でもある星野並びに主演を務める新垣結衣、助演の石田ゆり子、古田新太、大谷亮平の5人によってカバーされた。このカバーは、物語の舞台となる星野が演じる津崎平匡の家を舞台に、新垣、星野、石田、大谷、古田の5人ダンスを次々披露する構成となっている。特に可愛らしい動きの新垣に対し、星野はドラマで演じる役柄とはギャップのある切れのある動きを披露している。
この通称「恋ダンス」は、約1分ほどの長さだが、企画立ち上げから完成までは約3か月かかった。曲は主題歌の「恋」が使用されているが、プロデューサーの峠田は曲作りに対して制約を付けたくなかったが、星野には「踊れるようにイメージしています」と伝えていた。星野自身もそういうものをやりたいと考えており、制作陣と星野の思いが一致し、企画は上手く運んだ。「恋ダンス」は初回放送前よりドラマの公式InstagramやYouTubeにてイントロ部分が公開され話題になっていたが、初回放送後にはさらに大きな反響を呼んだ。新垣の動きから、新垣が過去イメージキャラクターを務めたポッキーのコマーシャルを彷彿とさせるという意見が聞かれた。
2016年10月13日には、エンディングで披露されている「恋ダンス」映像のフルバージョンがTBSのYouTube公式チャンネルにて期間限定で公開された。「恋ダンス」と第2話予告を合わせた動画は10月18日23:59(JST)の公開終了時に再生回数約609万回を記録。この再生回数は、TBS公式YouTubeチャンネル上で過去最高の再生回数となった。視聴者からの要望に応え、ドラマの第3話予告とともに“恋ダンス”がフルバージョンで再公開された。その後TBSは、ドラマ出演者による「恋ダンス」動画と次週のドラマ予告編を併せる形で毎週YouTube上で動画を公開。TBSの発表によると、2016年11月29日時点でYouTubeにおける累計動画再生回数は5,000万回、また産経ニュースによると2016年12月16日時点で累計動画再生回数は7,500万回に到達している。
2016年11月27日には、これまでドラマエンディング内で「恋ダンス」を披露していなかったドラマ出演者の藤井隆や真野恵里菜、成田凌、山賀琴子による別バージョンの新たなカバー動画がYouTubeのTBS公式チャンネルにて公開されている。この新たなカバーでは、かつて自身のギャグや楽曲「ナンダカンダ」などでダンスを見せていた藤井の切れのある動き、アイドルとして活動していた真野の安定的なダンスに注目が集まった。このバージョンの「恋ダンス」動画についても公開1日で300万再生を突破した。

### 評価
産経ニュースは「恋ダンス」におけるダンスそのものや振り付けについて「切れ味鋭いダンス」と指摘した。音楽評論家の石黒隆之はウェブサイト女子SPA!において、「恋ダンス」は「よく練られた振り付け」と評価している。加えて、体全体を大きく躍動させるものではなく、手足のフォーメーションを細かく変化させていくお遊戯に近い、視聴者に何かを訴えかける舞踏ではなく北朝鮮の律動体操のように内側へパーツを折りたたんでいく、ただの動きであると指摘している。エキサイトニュースのライターである小西りえこは、このブームをAKB48の「恋するフォーチュンクッキー」（2013年）のそれを思い起こさせると指摘している。加えて、産経ニュースも「恋ダンス」を『マルモのおきて』（2011年）のドラマエンディング内で芦田愛菜と鈴木福によって踊られたダンスや、「恋するフォーチュンクッキー」における自治体や企業社員らによるダンス動画投稿の流れを汲んだものとして指摘している。
JIJICOの楡田利克は、「こういったドラマやミュージックビデオのダンス振り付けがブームを起こすということが、日本において定着しつつある」とコメントした。さらに「恋ダンス」ブーム拡大の分析として、学校教育の中でダンスが必修科目となったこと、風俗営業法におけるダンス規制の緩和、比較的簡単でキャッチーな振り付けであること、動画の撮影やアップロードが簡単にできる世の中になったことなどを要因として上げた。同志社女子大学の影山貴彦教授は、産経ニュースに寄せた寄稿の中でテレビドラマを含めて恋ダンスを評し、「ダンスは身近な存在になったが、星野さんの曲が秀逸だからうまくいった。それに、あくまでドラマの副産物。本編がすばらしいから、ダンス人気につながった」とコメントしている。

### 世間の反応
「恋ダンス」にインターネットユーザーも反応した。YouTube、Twitter、InstagramといったSNS上を中心に「恋ダンス」を真似して踊る「踊ってみた」動画が話題となり、ブームを引き起こした。モデルプレスは、2016年10月27日17時(JST)時点でInstagram上にて「#恋ダンス」と検索すると4,000件以上のユーザー投稿が見つかるブームになっていると報じている。また、ワイズワークスプロジェクトが2016年11月14日から2016年12月13日の期間で行った調査によると、YouTube上で「恋ダンス」＋「踊ってみた」のキーワードの組み合わせによる上位100位の動画合計視聴回数は約8,000万回（実数：80,058,285回）であることが報告されている。
さらに、以下のように有名人、企業、団体、自治体なども「恋ダンス」動画の投稿あるいはダンスを披露している。
| - JNN各局 - 山賀琴子 - 千鳥ノブ - フェアリーズ（野元空、林田真尋） - GEM（小栗かこ、熊代珠琳） - 乃木坂46（井上小百合、堀未央奈） - 元アイドリング!!!メンバー（菊地亜美、大川藍） - 吉本新喜劇メンバー - 夏目三久 - 羽生結弦、織田信成、田中刑事、宮原知子 - 石田ゆり子、安住紳一郎（『ぴったんこカンカン』の企画） - 広島東洋カープファンの間では恋ダンスならぬ「鯉ダンス」を披露していた。また、この年にはリーグ優勝も果たした。 | - 日産・ミスフェアレディ - ライザップ - ベアーズ - 横浜・八景島シーパラダイス - 三島市、伊豆市、寒川町 - キャロライン・ケネディ駐日アメリカ合衆国大使、駐日アメリカ合衆国大使館・駐日アメリカ合衆国領事館（在札幌、在名古屋、駐大阪・神戸、在福岡、在沖）職員・外交官、くまモン - 在日米海兵隊 - ふなっしーファミリー - ハローキティ、ダニエル、ぐでたま - Pepper - さまぁ〜ず（『モヤモヤさまぁ〜ず2』の「取れ高サイコロ」の目に出ていたため、踊ったがカットされ後日放送した） |

### レコード会社によるブームへの応答とその後
星野の所属するレコード会社ビクターエンタテインメントは、「踊ってみた」動画によるブームの拡大を受け、公式に条件付きでユーザーによる動画投稿、公開を認める声明を発表。具体的には、「CDや配信で購入した公式音源の使用」「ドラマエンディングと同様の90秒程度の『恋ダンス』動画であること」「ドラマ放送期間中のYouTube公開」「非営利目的であること」の4点の厳守を条件として許諾した。この対応は好意的に受け止められ、ウェブメディアのKAI-YOUは「粋な発表」と評した。またモデルプレスはネットユーザーによる「さすがの大人な対応」「すばらしい」「素敵な配慮です」「ここまで発展するとは！」といった称賛の声があることを紹介した。
2017年8月末をもってビクターエンタテインメントは恋ダンス動画の削除手続きに入るため、恋ダンス動画の投稿者に自主的な動画の削除を要請している。

## 受容
「恋」は「恋ダンス」と共に日本国内において社会現象を引き起こした。TSUTAYAが2016年12月1日に発表した『TSUTAYA2016年間レンタルランキング』にて、シングル盤『恋』は年間レンタル回数シングル部門1位を記録した。レコチョクによる『レコチョク週間ランキング』でも、「恋」は記録を打ち立ている。2016年12月21日時点で松たか子「レット・イット・ゴー」が持っていた9週連続1位の記録を2年7か月ぶりに更新し、10週連続1位を獲得。さらに2017年1月4日時点で12週連続1位を獲得。この時青山テルマとSoulJaによる「そばにいるね」が2008年4月に記録した11週連続1位を超え、レコチョクのシングル楽曲のダウンロードとしては史上最長週間連続1位記録を達成した。さらに2017年1月13日時点で「恋」は、ダウンロードではiTunes、レコチョク共に13週連続1位と圧倒的な強さを見せており、この点について音楽市場分析家の臼井孝は、「昭和のレコード世代なら、ピンク・レディー「ウォンテッド（指名手配）」が12週連続1位、平成の8cmCD世代ならCHAGE&ASKA「SAY YES」が13週連続1位で、これらに匹敵する圧倒的な強さといえば、このヒットがモンスター級だと分かる」と評している。
日本レコード協会が主催する第31回日本ゴールドディスク大賞において、「恋」は2016年1年間で最もダウンロードされた邦楽曲に贈られる「ソング・オブ・ザ・イヤー・バイ・ダウンロード」を受賞している。「恋」は第89回選抜高等学校野球大会の入場行進曲にも選出されている。入場行進用の編曲は、2009年よりセンバツ行進曲の編曲を手がけている日本の作曲家酒井格が担当した。『毎日新聞』によると、この編曲において曲のテンポは、原曲のBPM158に対し、球児らが足を高く上げて行進するのに最適なBPM116に改められている。さらに楽曲内で2回あるサビのうち、1回目のメロディー部分の楽器演奏はチューバなどの低音の楽器を、終盤の2回目のメロディーではトランペットなどの高音の楽器を総動員し、華やかに終わるよう編曲されているという。また、同大会の開催期間中限定で、阪神電気鉄道本線甲子園駅の列車接近メロディとしても使用されていた（編曲は向谷実が担当。）。加えて、chayは自身が行っている弾き語りライブシリーズ『chay's room』の1月25日大阪公演の中で「恋」をカバーしている。さらに、2020年には『コレナンデ商会』でも使用されている。

## ライブ・パフォーマンス
「恋」は、2016年10月9日に行われたライブイベント『ビクターロック祭り×MBS音祭 〜大阪・秋の陣〜』で初めてライブ・パフォーマンスされた。星野はイベント出演アーティストの中で大トリを務め9曲を披露。「恋」はアンコール時にパフォーマンスされている。音楽番組では2016年10月14日に放送された『ミュージックステーション』や、同年12月26日に放送された『ミュージックステーション スーパーライブ2016』、『第67回NHK紅白歌合戦』等でパフォーマンスされた。また2017年1月に行われたワンマンライブ『星野源 新春Live 2days「YELLOW PACIFIC」』に於いても、「恋」はパフォーマンスされている。

## 規格と収録曲
| 全作詞・作曲: 星野源、全編曲: 星野源（編曲&ストリングスアレンジ）、岡村美央（ストリングスアレンジ）。 |                       |        |            |      |
| # | タイトル              | 作詞   | 作曲・編曲 | 時間 |
| 1. | 「恋」                | 星野源 | 星野源     | 4:13 |
| 2. | 「Drinking Dance」    | 星野源 | 星野源     | 3:40 |
| 3. | 「Continues」         | 星野源 | 星野源     | 4:26 |
| 4. | 「雨音 (House ver.)」 | 星野源 | 星野源     | 4:01 |
| 合計時間:                                                                                             | 合計時間:             | 16:20  |            |      |

| #  | タイトル                             | 作詞 | 作曲・編曲 | 備考                              |
| -- | ------------------------------------ | ---- | ---------- | --------------------------------- |
| 1. | 「特別番組「ニセ明、石垣島へ行く」」 |      |            | 出演／星野源 ナレーション／窪田等 |
| 2. | 「「METROCK2016」映像」              |      |            |                                   |

## 参加ミュージシャン
- 星野源：Vocal, Guitar, Marimba, Analog Synthesizer, Bass, Piano, TR-8, Chorus, Handclap
- 河村“カースケ”智康：Drums, Percussions, Handclap
- ハマ・オカモト（OKAMOTO'S）：Bass, Handclap
- 伊賀航：Bass, Handclap
- 小林創：Piano, Handclap
- 長岡亮介（ペトロールズ, 東京事変）：Guitar, Chorus
- 岡村美央・伊能修・加藤玲名・城戸貴代：1st Violin
- 杉野裕・下川美帆：2nd Violin
- 菊地幹代・舘泉礼一：Viola
- 笠原あやの・村中俊之・増本麻理：Cello
- 賈鵬芳：Erhu
- 石橋英子：Analog Synthesizer, Chorus

## チャート、ゴールドディスク認定
| チャート（2016年）             | 最高 順位 |
| ------------------------------ | --------- |
| 日本 (Billboard Japan Hot 100) | 1         |
| 日本 （オリコン）              | 2         |

| チャート（2017年）             | 最高 順位 |
| ------------------------------ | --------- |
| 日本 (Billboard Japan Hot 100) | 1         |

| チャート（2016年）             | 最高 順位 |
| ------------------------------ | --------- |
| 日本 (Billboard Japan Hot 100) | 3         |
| 日本 （オリコン）              | 32        |

| 国/地域                                             | 認定                         | 認定/売上数 |
| --------------------------------------------------- | ---------------------------- | ----------- |
| 日本 (RIAJ)                                         | 2ミリオン - （ダウンロード） | 2,000,000*  |
| 日本 (RIAJ)                                         | プラチナ - （CD）            | 250,000^    |
| * 認定のみに基づく売上数 ^ 認定のみに基づく出荷枚数 |                              |             |

## リリース日一覧
| 国   | リリース日     | 規格                   |
| ---- | -------------- | ---------------------- |
| 日本 | 2016年9月13日  | ラジオ解禁             |
| 日本 | 2016年9月20日  | ミュージック・ビデオ   |
| 日本 | 2016年10月5日  | CDシングル             |
| 日本 | 2016年10月11日 | デジタル・ダウンロード |
| 日本 | 2016年10月22日 | レンタル               |

## カバー
恋
- 梶原岳人 - 2022年7月27日発売のアルバム『[Re:collection] HIT SONG cover series feat.voice actors 〜10's-20's EDITION〜』に収録。
- 前川みく（高森奈津美） - ゲームアプリ『アイドルマスター シンデレラガールズ スターライトステージ』プレイ可能楽曲として2023年2月22日に実装。ゲーム内3Dモデルを使用した2種類の映像が実装、このうち1つはMVをオマージュした演出の映像になっている。編曲は滝澤俊輔（TRYTONELABO）が担当。同年10月4日発売のシングル『THE IDOLM@STER CINDERELLA GIRLS STARLIGHT MASTER PLATINUM NUMBER 10 全開!ミラクルアドベンチャー!』にフルバージョンが収録された。